# Hoogstraat (Hasselt, België)
De Hoogstraat is een straat in Hasselt.
Ze vormt de verbinding tussen de Grote Markt en Koning Albertstraat enerzijds, en de Demerstraat anderzijds. 
In de 15e en 16e eeuw heette de straat: Demerstraat of Rechte Demerstraat. In 1579 werd de naam Hoechstraat voor het eerst vermeld, en in de 18e eeuw werd ze ook Hooftestraat genoemd. De naam Hoogstraat komt voort uit het feit dat het om het hoge deel van de Demerstraat ging.
De straat ontwikkelde zich tot een drukke winkelstraat. In de 18e en 19e eeuw werden er veel burgerhuizen gebouwd, doch winkelpuien en nieuwbouw hebben het oorspronkelijke beeld nogal verstoord.
De volgende monumenten zijn aan de Hoogstraat te vinden:
- De Helm, aan Hoogstraat 1
- De Roos, aan Hoogstraat 2
- De Molensteen, aan Hoogstraat 26